# Алкохологија
Алкохологија је грана социјалне медицине која се бави проучавањем деловања алкохола на појединца, породицу и друштво. Алкохологија обухвата и методе превенције, лечења и рехабилитације алкохоличара. Осим медицинских, бави се и осталим аспектима алкохолизма: правним, економским, социјалним и сл.